# COLIBRI
 (octobre 2024).
Colibri
Pour les articles homonymes, voir Colibri (homonymie).
COLIBRI ou Colibri est un télescope terrestre franco-mexicain installé à l'Observatoire astronomique national de San Pedro Mártir (Basse-Californie, Mexique). Capable de pointer vers n'importe quelle région du ciel en moins de 20 s, il a pour objectif d'observer les évènements astronomiques transitoires, dont les sursauts gamma.

## Histoire
COLIBRI est un instrument unique au monde par sa rapidité. Conçu dans le cadre de la mission spatiale franco-chinoise SVOM, il est le produit d'une collaboration du CNRS, du CNES, d'Aix-Marseille Université, de l'UNAM et du Conseil national de la science et de la technologie mexicain, et constitue à ce jour la seule infrastructure de recherche en astrophysique commune à la France et au Mexique.
Débutée en 2016, la conception de COLIBRI est dirigée par des chercheurs du Laboratoire d'astrophysique de Marseille (Aix-Marseille Université/CNES/CNRS), de l'Institut Pythéas (Aix-Marseille Université/CNRS/INRAE/IRD) et de l'Institut d'astronomie de l'UNAM, et implique près de 120 personnes dont des scientifiques du Centre de physique des particules de Marseille (Aix-Marseille Université/CNRS) et de l'Institut de recherche en astrophysique et planétologie (CNES/CNRS/Université Toulouse III – Paul Sabatier). Le télescope est entièrement assemblé à l'Observatoire de Haute-Provence et ses performances évaluées pendant plus d'un an avant d'être expédié au Mexique. Il dévoile ses premières images le 7 septembre 2024, à l'occasion de son inauguration à l'Observatoire astronomique national de San Pedro Mártir.

## Caractéristiques
Haut de 4 mètres pour un poids de 8 tonnes, COLIBRI est capable de pointer vers n'importe quelle région du ciel en moins de 20 secondes. Il dispose d'un miroir collecteur de 1,30 mètre de diamètre et de trois caméras permettant de réaliser simultanément des observations dans le visible et l'infrarouge. C'est un télescope robotisé, qui effectue des observations et des relevés sans intervention humaine à partir d'un programme d'observation, ce qui accroît sa réactivité et diminue les coûts de fonctionnement.
COLIBRI constitue un instrument unique au monde pour tenter de répondre à de nombreuses questions relevant de l'étude de phénomènes astronomiques transitoires  (par exemple l'identification des objets astrophysiques à l'origine des ondes gravitationnelles ou des sources de neutrinos cosmiques de haute énergie) ainsi que pour appréhender les débuts de l'univers (identification de la première génération d'étoiles et étude des premières galaxies, notamment). 